# 周可仁
周可仁（1940年10月—），男，汉族，江苏如皋人，中华人民共和国政治人物，曾任对外贸易经济合作部副部长，第十届全国政协委员。